# Mandeville-en-Bessin

Mandeville-en-Bessin este o comună în departamentul Calvados, Franța. În 1 ianuarie 2022 avea o populație de 309 de locuitori.